# Siethen
Siethen è una frazione della città tedesca di Ludwigsfelde, nel Brandeburgo.

Conta (2007) 628 abitanti.

## Storia
Siethen fu nominata per la prima volta nel 1275.

Costituì un comune autonomo fino al 31 dicembre 1997.